# Istorija Severne Amerike
Istorija Severne Amerike obuhvata događaje vezane za ljude koji su naseljavali kontinent Severna Amerika. Iako je bilo široko zastupljeno verovanje da je kontinent prvi put postao ljudsko stanište kada su ljudi migrirali preko Beringovog mora pre 40.000 do 17.000 godina, moguće da su nedavna otkrića pomerila te procene za bar dodatnih 90.000 godina. Bez obzira na to, migranti su se nastanili na mnogim mestima na kontinentu, od Inuita na dalekom severu do do Maja i Acteka na jugu. Svaka od tih izolovanih zajednica je razvila svoje jedinstvene načine života i kulture, a njihova međusobna interakcija je bila minimalna u poređenju sa ekstenzivnom trgovinom i konfliktima civilizacija preko Atlanskog okeana u Evropi i Aziji.
Rekordi Evropskih putovanja do Severne Amerike počinju sa Vikinzima u desetom veku. Godine 985, oni su osnovali naselje na Grenlandu (jedan često previđeni deo Severne Amerike) koje je postojalo do ranih 1400-ih. Oni su isto tako istražili istočnu obalu Kanade, ali su njihova naselja tamo bila znatno manja i kraćeg veka. Sa erom velikih geografskih otkrića i putovanjima Kristifora Kolumba (počevši od 1492), Evropljani su počeli da pristižu u Amerike u velikim brojevima i da razvijaju kolonijalne ambicije za obe Amerike. Kolumbovo „otkriće” Amerike je sporna ideja pošto su Amerike već bile gusto naseljene domorodačkim Indijancima, koji su razvili osobene i prepoznatljive civilizacije. Nakon Kolumba, prilivi Evropljana ubrzo su sledili i preplavili domorodačko stanovništvo. Severna Amerika je postala nova arena za postojeća Evropska rivalstva. Kontinent je bio podeljen između tri prominentne evropske sile: Engleska, Francuska, i Španija. Uticaj kolonizacije te tri države na Severno Američke kulture je još uvek vidan u današnje vreme.
Konflikt oko resursa u Severnoj Americi ispoljio se u vidu raznih ratova između ovih sila, ali postepeno su nove evropske kolonije razvile želju za nezavisnošću. Revolucije, kao što je Američka revolucija i Meksički rat za nezavisnost, kreirale su nove nezavisne države koje su postale dominantne u Severnoj Americi. Kanadska konfederacija formirana 1867. godine, je okončala proces formiranja modernog političkog krajolika Severne Amerike.
Od 19. do 21. veka, Severno Američke države su razvile sve dublje međusobne veze. Iako je bilo izvesnih sukoba, kontinent je uglavnom uživao mir i opštu suradnju između svojih država, kao i otvorenu trgovinu i razmenu među njima. Suvremeni razvoj obuhvata stvaranje sporazuma o slobodnoj trgovini, opsežno imigraciju iz Meksika i Latinske Amerike, i zabrinutost zbog ilegalne trgovine drogom širom regiona.

## Prastanovnici
Do pre 15.000 godina u Severnoj Americi vladalo je ledeno doba. Budući da je bilo zamrznuto toliko puno vode, morski nivo spustio se za oko 90 m i nastao je kopneni most prema Aziji. Pre otvaranja Beringovog prolaza, lovci i skupljači plodova iz Azije prešli su taj kopneni most za Severnu Ameriku.
Detalji paleoindijanske migracije do i kroz Amerike, uključujući tačne periode i rute putovanja, su predmet tekućih istraživanja i diskusije. Godinama je tradicionalna teorija bila da su se ti rani migranti došli na Beringov kopneni most između istočnog Sibira i današnje Aljaske pre oko 40.000–17.000 godina, kad su nivoi mora bili znatno niži usled kvaternarne glacijacije. Smatra se da su ti ljudi sledili stada sada izumrle pleitocenske megafaune duž bezlednog prolaza koji se protezao između Laurentidne i Kordileranske ledene ploče. Jedna druga predložena ruta je da su oni bilo peške ili koristeći primitivne čamce, dalje migrirali niz Pacifičku obalu do Južne Amerike. Evidencija kasnije rute bi bila pokrivena usled rastućih nivoa mora stotinama metara vode nakon zadnjeg ledenog doba.
Arheolozi smatraju da se paleoindijanska migracija preko Beringovog prolaza (istočne Aljaske), odvila u opsegu od pre 40.000 do oko 16.500 godina. Ovaj vremenski opseg je predmet užarenih debata i verovatno će nastaviti da bude takav u godinama koje dolaze. Neka od malobrojnih usaglašenih gledišta su da su naseljenici prispeli iz Centralne Azije, da su Amerike bile široko nastanjene tokom završnice zadnjeg glacijalnog perioda, ili specifičnije onog što je poznato kao kasni glacijal maksimum, od pre oko 16.000–13.000 godina. Međutim, postoje i starije alternativne teorije, uključujući i one prema kojima je do migracije došlo iz Evrope.
Kamena oruđa, posebno vrhovi koplja i strugači, su primarna evidencija rane ljudske aktivnosti u Amerikama. Arheolozi i antropolozi koriste obrađena litički oljuštena oruđa za klasifikaciju kulturnih perioda. Naučna evidencija povezuje domorodačke Amerikance sa azijskim narodima, a posebno sa istočnim sibirskim populacijama. Domoroci Amerika su povezani sa severno azijskim populacijama putem linvističkih dijalekata, distribucije krvnih tipova i genetičkog sastava, što je odraženo u molekularnim podacima, kao što je DNK. Oko 8.000–7.000. p. n. e. (pre 10.000–9.000 godina) klima se stabilizovala, što je dovelo do porasta populacije i litičkih tehnoloških napredaka, rezultat čega je bio u većoj meri stacionaran način života.

### Pueblo Bonito
Kada su prastanovnici Severne Amerike krenuli prema jugu i prilagodili se novoj zemlji, započeli su graditi trajna naselja. Jedno od najimpresivnijih bilo je Pueblo Bonito u području kanjona  'Čako'  u današnjem jugozapadnom delu Sjedinjenih Država. Sagradio ga je narod Anasazi koji je živeo između 950. i 1300. Na njihovom vrhuncu, više od 1200 stanovnika živelo je u pueblu (velikom selu ograđenom zidinama od blata i opeke), obrađujući zemlju na vrhovima litica nad kanjonom. Nastambe u pueblu bile su građene jedna iznad druge u građevinu koja se na pojedinim mestima dizala do četiri sprata. Pueblo je bio najveće stambeno zdanje u Severnoj Americi sve do 19. veka.

## Hrana američkih starosedelaca
Nizije i rečne doline davale su obilje hrane. Voća i povrća je bilo u izobilju; zemlja je vrvela bizonima i drugim životinjama, a reke su bile prepune riba.
- Bundeve - Buće, tikvice i ostale bundeve jele su se sveže ili su se sušile za zimnicu.
- Kukuruz - Kukuruz se sušio i od njega se pripremala kaša ili se lagano prepečen jeo s medom, javorovim šećerom ili mašću.
- Pasulj - Bogat proteinima i vitaminima, pasulj je bio glavni deo svakodnevne prehrane.

## Narod Adena
Nosioci kulture Adena su živeli uz reku Ohajo između 10. vek p. n. e. i 3. veka. Bili su lovci i sakupljači plodova, a uzgajali su i svoje kulture. Bili su prvi severnoamerički narod koji je podizao velike grobne humke. Narod je dobio ime po humci Adena nedaleko Čiličote, Ohajo.

### Hopi
Hopi su bili zemljoradničko pleme i živeli na američkom jugozapadu i srodnici su Šošona, od kojih se razlikuju po tome što su imali tzv. pueblo kulturu.

## Vremenska tablica
| Godine                | Istorijska zbivanja |
| --------------------- | --- |
| oko 20.000. p. n. e.. | Lovci-skupljači plodova prelaze kopneni most Beringov prolaz, i u potrazi za hranom i zaklonom kreću prema jugu.                                    |
| oko 9.000. p. n. e..  | Lovci-skupljači plodova počinju da love bizone na Velikim ravnicama.                                                                                |
| oko 5.000. p. n. e..  | Prvi zemljoradnici uzgajaju pšenicu i druge kulture na jugozapadu SAD.                                                                              |
| 500. p. n. e..        | Hopi podižu grobne humke duž reke Misisipi i Ohajo.                                                                                                 |
| 700.                  | U jugozapadnom području podižu se prvi puebli. |
| oko 1000.             | Vikinzi pristaju uz istočnu obalu. |
| 1497.                 | Điovani Kaboto, poznatiji kao Džon Kabot, italijanski moreplovac u službi engleskih trgovaca, došao je do Njufaundlanda i zauzeo ga u ime Engleske. |
| 1534.-35.             | Francuski moreplovac Žak Kartje plovi uz reku Sen Loren i u ime Francuske zauzima Kanadu.                                                           |

## Dolazak Evropljana
Nakon otkrića prekoatlantskog kopna, mnogi Evropljani plove prema zapadu. Francuzi plove u unutrašnjost uz reku Sen Loren; Englezi pokušavaju oko severne obale da pronađu rutu prema Aziji; Španci iz svog carstva u Meksiku kreću prema severu.

### Ernando de Soto
Godine 1539. Ernando de Soto (1496—1542), španski namesnik na Kubi, isplovljava u istraživanje i osvajanje Severne Amerike. Pristaje uz obalu Floride i kreće prema severu u potrazi za zlatom, srebrom i dragim kamenjem koje ne uspeva da pronađe. Godine 1541. bio je prvi Evropljanin koji je ugledao reku Misisipi, ali umire pre povratka kući.

### Francuska Kanada
Nakon putovanja francuskog moreplovca Žaka Kartjea uz reku Sen Loren 1534-35. godine francuski doseljenici pokušavaju, ali ne uspevaju da osnuju koloniju u Montrealu 1541. godine. Tek je 1608. prvu francusku koloniju u Severnoj Americi uspešno je osnovao Samjuel de Šamplen u Kvebeku. Godine 1663. Kvebek je postao glavni grad Nove Francuske, naziv tadašnjeg rastućeg francuskog carstva u Severnoj Americi. 

### Primamljivost Novog sveta
Verski progoni i siromaštvo kod kuće, primamljivosti istraživanja i osvajanja novih zemalja, bogatstvo koje se može steći trgovinom krznom i drugom robom, te nada da će se otkriti zlato ili srebro, naveli su Evropljane da se naseljavaju u području koje su nazivali Novi svet. Sredinom 18. veka na severu i istoku bile su engleske, francuske, holandske i nemačke kolonije; Španci su naseljavali zapadnu obalu.

## Verski progoni i istraživanje
Tokom 17. i 18. veka mnogi verski otpadnici bežali su pred verskim progonima u Evropi da bi stvorili svoje nove verske zajednice u Novom svetu. Puritanci, kvekeri, prezbiterijanci, katolici i drugi osnivali su kolonije gde su mnogi u miru praktikuju svoju veru. Godine 1682. francuski trgovac Rober Kavelije de la Sal (1643—77) plovio je niz Misisipi, a zemlju je po Luju XIV nazvao Luizijana. Nakon što je Luizijana 1803. pripala SAD-u, vlada je poslala Vilijama Klarka i Meriveder Luisa da je istraže.

### Traperi
Engleski trgovci krznom osnovali su kompaniju Hadsonov zaliv za promet krznom i drugom robom. U Kanadi su francuski doseljenici takođe trgovali krznom iz gradova Montreal i Kvebek. Otkrićem zlata u Kalifoniji 1848. započela je navala prospektora s druge strane kontinenta u potrazi za bogatstvom. Da bi se mogli smestiti novi doseljenici, nicali su novi gradovi poput San Franciska.

## Kabot i Kartje
Dok su Španci i Portugalci istraživali i kolonizovali Srednju i Južnu Ameriku, engleski i francuski naseljenici su istraživali su Sever. Italijanskog moreplovca Džona Kabota (1450—1499) unajmio je engleski kralj Henri VII da pronađe novi put do Azije. Bio je prvi Evropljanin koji je pristao uz obalu Severne Amerike i u ime Engleske i zauzeo Njufaundland. Francuski moreplovac Žak Kartje (1491—1557) plovio je uz reku Sen Loren 1534-35. godine i posetio dva huronska sela, kasnije nazvana Kvebek i Montreal. Prema huronskom nazivu za selo, kanata, Francuzi su nazvali Kanadu.

### Vremenska tablica
| Godine | Istorijski događaji                                                                                     |
| ------ | --- |
| 1607.  | U Džejmstaunu, Virdžinija, osnovana prva trajna evropska kolonija u Severnoj Americi.                   |
| 1608.  | Francuski moreplovac Samjuel de Šamplen istražuje Kanadu i osniva prvu francusku koloniju u Kvebeku.    |
| 1620.  | Pilgrimi iz Engleske plove brodom Mejflaur i osnivaju koloniju u Plimutu, Masačusecu.                   |
| 1625.  | Holanđani osnivaju Novi Amsterdam (današnji Njujork).                                                   |
| 1739.  | Rat za Dženkinsovo uvo: Španija i Britanija ratuju za prevlast nad vodama oko Severne Amerike i Kariba. |
| 1759.  | Britanci osvajaju Kvebek.                                                                               |
| 1763.  | Britanci preuzimaju svu vlast u francuskoj Kanadi.                                                      |
| 1776.  | 13 britanskih kolonija na istočnoj obali proglašavaju nezavisnost.                                      |
| 1803.  | Kupovina Luizijane: SAD kupuje od Francuske veliko područje zemlje na srednjem zapadu.                  |
| 1867.  | Ujedinjuju se britanske kolonije u Kanadi i stvaraju nezavisni Kanadski dominion.                       |

## Literatura
- Bennett, Norma V. (1997). Pioneer Legacy. Dr. R.E.M. Lee Hospital Foundation. ISBN 978-0-9683026-0-6.
- Kane, Katie (1999). „Nits Make Lice: Drogheda, Sand Creek, and the Poetics of Colonial Extermination”. Cultural Critique (42): 81—103. JSTOR 1354592. doi:10.2307/1354592.
- Churchill, Ward (1997). A Little Matter of Genocide. City Lights Books. ISBN 978-0-87286-323-1.